# Ruth Dreifuss
Ruth Dreifuss (Sankt Gallen, 9 januari 1940) is een Zwitsers politica. Zij is lid van de socialistische partij (SP).
Ze maakte deel uit van de Zwitserse regering (Bundesrat) van 10 maart 1993 tot 31 december 2002. Ze was bondspresidente in 1999 en plaatsvervangend bondspresidente in 1998.
Dreifuss heeft gedurende deze tijd het ministerie van binnenlandse zaken geleid.
Dreifuss was pas de tweede vrouw in de Bondsraad, ze was de eerste vrouwelijke president van Zwitserland en de eerste Joodse die gekozen werd in de Bondsraad.
Ze heeft zich altijd ingezet voor een verzekering voor het moederschap, hetgeen al sinds de vijftiger jaren in de grondwet was vastgelegd, maar nog altijd niet wettelijk was omgezet. Pas na haar periode in de Bondsraad is de moederschapsverzekering er gekomen.
Haar keuze in de Bondsraad was bijzonder. De officiële kandidaat van de SP werd niet gekozen door het parlement. Op aandringen van de SP-leiding heeft de gekozen niet-officiële SP-kandidaat zich teruggetrokken en heeft een derde, in dit geval Ruth Dreifuss, uiteindelijk het ambt kunnen aanvaarden.
Dreifuss had/heeft een soort positie als moeder van de natie.